# 密西西比州第十八志願步兵團
密西西比州第十八志願步兵團 (18th Mississippi Volunteer Infantry Regiment)是美國南北戰爭時邦聯軍隊中的一支步兵團。

## 成立
密西西比州第十八步兵團成立於1861年6月。共成員多是來自密西西比州北部。在第一次牛奔河之役前後一段時間，密西西比州第十七步兵團、第十八步兵團和南卡羅來納州第五步兵團都是D. R. Jones,麾下的部隊。到1861年12月才成為巴克斯戴爾旅的一份子。

## 隸屬
第十八步兵團是第一兵團中，威廉·巴克斯戴爾( William Barksdale)准將之軍旅中的一個步兵團，參與過不少主要戰役。
此步兵團亦曾效力田納西軍團，在西部戰場(主要是田納西州以及佐治亞州)作戰。

## 戰役
- 第一次牛奔河之役
- 約克鎮之役
- 七天戰役
- 南山之役
- 安提耶坦戰役
- 弗德堡之役
- 錢斯勒斯維爾之役
- 葛底斯堡之役
- 奇克莫加之役
- 莽原之役
- 史波特斯凡尼亞郡府之役
- 北安娜之役
- 冷港之役
- 彼得斯堡之役
- 細德溪之役
- 阿波馬托克斯法院之役

## 外部連結
https://web.archive.org/web/20071021060730/http://victorian.fortunecity.com/mehetebell/574/ 密西西比州第十八志願步兵團之歷史